# Арсиянски хребет
Арсиянският хребет(на грузински: არსიანის ქედი; на турски: Yalnızçam Dağları) е планински хребет, простиращ се около 150 km от юг на север на територията на Грузия (северната му част) и Турция (средната и южната му част). Загражда от северозапад Арменскана планинска земя. На север чрез прохода Годердзи (2025 m) се свързва с Месхетския хребет (крайната северозападна част на планината Малък Кавказ), на северозапад с граничния Шавшетски хребет (крайната западна част на планината Малък Кавказ), на изток с Ерушетския хребет, а на юг завършва при устието на река Олту (десен приток на Чорох). Максимална височина връх Арсиян 3165 m, (41°23′28″ с. ш. 42°31′12″ и. д. / 41.391111° с. ш. 42.52° и. д.), издигащ се в северната му част, на територията на Турция, на 5 km южно от границата с Грузия. Изграден е от вулканогенни наслаги, шисти и пясъчници. Явява се главен вододел между водосборните басейни на Черно море (река Чорох) и Каспийско море (река Кура), като по западните му склонове текат реки десни притоци на Чорох, а по източните – леви притоци на Кура. По западните му склонове се редуват последователно буково-кестенови, букови и елово-смърчови гори, а източните му склонове са обезлесени. Билните му части са заети от планински пасища. По западното му подножие в Турция са разположени градовете Шавшат и Ардануч (Адакале), по източните – градовете Пософ и Ардахан, а в Грузия съответно селищата от градски тип Хуло и Адигени.

## Топографска карта
- К-38-XIХ М 1:200000[2]
- К-38-XХV М 1:200000[3]